# Интраабдоминални притисак
Интраабдоминални притисак (ИАП) је функција односа акумулације течности унутар абдоминалне (трбушне) шупљине и комплијансе абдомена. Крива притисак - волумен за абдоминалну шупљину није праволинијска. Као последица опадања комплијансе абдомена, док се течност постепено накупља у перитонеалној дупљи, као последиаца настаје брже повећање и већа вредност интраабдоминалног притиска. 
Повишен ИАП или интраабдопминалну хипертензију (ИАХ) Светска асоцијација за абдоминални компартмент синдром (АКС) (WSAC) дефинисала је као; продужено или поновљено патолошко повишење интраабдоминалног притиска изнад 12 mmHg.

## Вредности ИАП и ИАХ
Нормалне вредности ИАП
Нормалне вредности интраабдоминалног притиска крећу се око 6,5 ммХг, варирају током дисања, а расту са повећањем индекса телесне масе. 
Према консензусу из 2007 Светске асоцијација за абдоминални компартмент синдром (АКС) (WSAC) све вредности интраабдоминалног притиска које су < 12 ммХг сматрају се нормалним. 
Интраабдопминална хипертензија (ИАХ)
Бурч је са сарадницима дефинисао градусни систем за интраабдопминалну хипертензију (ИАХ) у четири степена:
- Први степен (7,5-11 ммХг),
- Други степен (11-18 ммХг),
- Трећи степен (18-25 ммХг),
- Четврти степен (>25 ммХг).

Нешто касније, је Светска асоцијација за абдоминални компартмент синдром (АКС) (WSAC) овај систем градуисања ИАП и ИАХ-а изменила са намером да повећа његову клиничку сензитивност на следећи начин: (види табелу десно)
Повећањем вредности абдоминалног притиска расте и вероватноћа од неповољног догађаја и попуштања органа. Генерално, прихваћено је да ИАП већи од 25 ммХг доводи болеснике до већег ризика од настанка синдрома мултиплог органског попуштања (МОФС) и АКС. Такође, вероватноћа од настанка МОФС је већа, а за преживљавање мања када је абдоминални перфузиони притисак (АПП) у распону 50-70 ммХг

## Мерење ИАП
Мерење ИАП може се обавити;
- директним интраперитонеалним катетером спојеним на трансђусер или манометар, сличном инструменту за лапароскопију
- индиректним методама (које су једноставније и брже) преко мокраћне бешике, ректума, утеруса, доње вене каве, желуца,[9]

Без обзира на то који се метод користи, мерење ИАП требало би обавити на крају експиријум, у лежећем положају, када је обезбеђена потпуна релаксација мишића трбушног зида, са избаждареним и нулованим транђусером на средњој аксиларној линији. 
Мерење ИАП кроз мокраћну бешику данас је у широкој употреби, а први су ову методу описали Крон и сар.. Метода се показала као лака, брза и јефтина за извођење. 
У случају да је пласирања катетера у мокраћној бешици, контраиндиковано, услед повреде бешике, карличног хематома итд, ИАП се може мерити езофагеалним балон катетером пласираним у желудац, и спојеним за манометар или за трансђусер са мерачем притиска. 
Неке студије показале су да притисак у мокраћној бешици не показује актуелну вредност ИАП, па зато предлажу даља истраживања која ће омогућити проналажење бољег начина за тачно мерење ИАП